# (My My) Baby’s Gonna Cry
(My My) Baby’s Gonna Cry – singel brytyjskiego duetu Eurythmics, wydany w 1990 roku.

## Ogólne informacje
Singel ten był pierwszym (i jedynym) w karierze Eurythmics, wydanym w Stanach Zjednoczonych, ale nie w Wielkiej Brytanii. Piosence nie udało się odnieść sukcesu w USA i nie weszła ona na tamtejsze listy przebojów, docierając jedynie do miejsca 58. w Kanadzie. Jest to pierwsza piosenka zespołu, w której część głównego wokalu obejmuje Dave Stewart.
Słowa piosenki były zwiastunem rozwiązania zespołu. Podczas pracy nas albumem We Too Are One zawodowe stosunki między Lennox i Stewartem były bardzo napięte, a utwór okazał się ostatnim singlem aż do powrotu Eurythmics prawie 10 lat później.

## Teledysk
Teledysk wyreżyserowała Sophie Muller. Okładka płyty Greatest Hits to w rzeczywistości jedno z ujęć z tego wideoklipu.

## Pozycje na listach przebojów
| Kraj   | Pozycja |
| ------ | ------- |
| Kanada | 58      |